# Colonie d'art de Sićevo
La colonie d'art de Sićevo (en serbe cyrillique : Зграда Уметничке колоније у Сићеву ; en serbe latin : Zgrada Umetničke kolonije u Sićevu) se trouve à Sićevo, dans la municipalité de Niška Banja, sur le territoire de la vulle de Niš et dans le district de Nišava, en Serbie. Elle est inscrite sur la liste des monuments culturels protégés de la république de Serbie (identifiant no SK 1059),.

## Présentation
Le bâtiment de la colonie d'art de Sićevo, qui a autrefois abrité l'école élémentaire du village, a été construit en 1902. Il se présente comme une bâtisse d'angle avec de hautes fenêtres qui rendent l'intérieur très lumineux ; une cour complète l'ensemble.
En 1905, Nadežda Petrović a fondé la première colonie de peinture yougoslave dans ce bâtiment, qui abritait : Ivan Grohar, Rihard Jakopič, Taško Vučetić, Ivan Meštrović, Emanuel Vidović, etc.

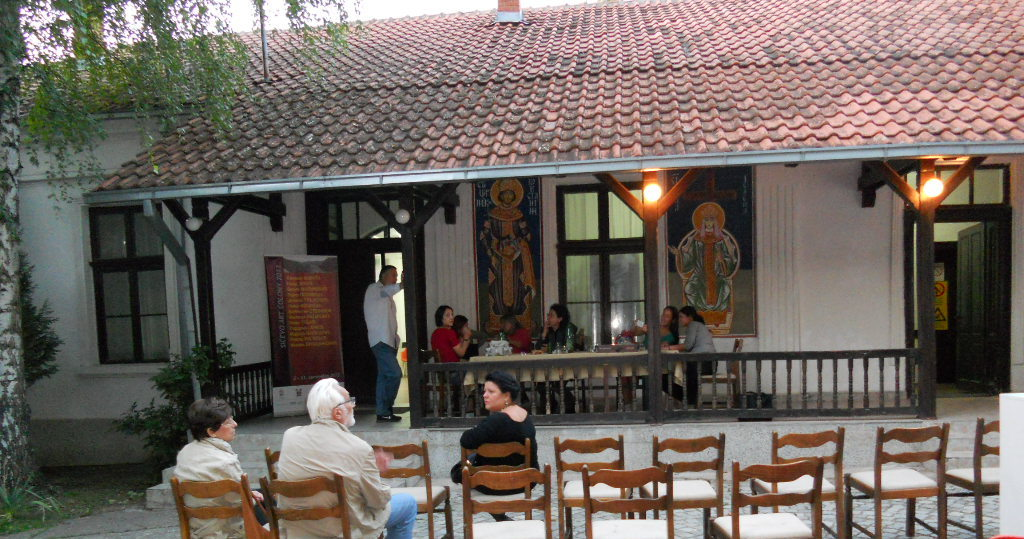
Autre vue de la colonie d'art.